# Simulium turgaicum
Simulium turgaicum är en tvåvingeart som beskrevs av Rubtsov 1940. Simulium turgaicum ingår i släktet Simulium och familjen knott. Inga underarter finns listade i Catalogue of Life.